# Gianpietro
Gianpietro  è un nome proprio di persona italiano maschile.

## Varianti
- Maschili: Gian Pietro[1], Giampietro[1]
- Femminili: Gianpietra, Gian Pietra, Giampietra

### Varianti in altre lingue
- Francese: Jean-Pierre
- Norvegese: Jens-Petter

## Origine e diffusione
Si tratta di un nome composto, formato da Gianni (a sua volta ipocoristico di Giovanni) e Pietro. La variante Giampietro è più utilizzata grazie alla maggior spontaneità della pronuncia, dovuta all'assimilazione della N con la P, come avviene anche in Gianpaolo e Gianpiero.
Secondo dati raccolti negli anni Settanta, con 16.000 occorrenze è il sesto più diffuso fra i composti basati su Gianni, dietro a Giancarlo, Gianfranco, Gianpiero, Gianluigi e Gianbattista; le varianti femminili sono invece cadute pressoché in disuso.

## Onomastico
L'onomastico si può festeggiare gli stessi giorni di Giovanni e Pietro, ovvero generalmente:
- San Giovanni Battista, 24 giugno per i cattolici, 7 gennaio per gli ortodossi.
- San Giovanni apostolo ed evangelista, 27 dicembre per i cattolici, 8 maggio per gli ortodossi.
- San Pietro, 29 giugno.

## Persone

Gianpietro Marchetti

- Gianpietro Carlesso, artista italiano
- Gianpietro Marchetti, calciatore e dirigente sportivo italiano
- Gianpietro Pagnoncelli, dirigente sportivo italiano
- Gianpietro Piovani, allenatore di calcio e calciatore italiano
- Gianpietro Torri, calciatore italiano
- Gianpietro Zappa, calciatore svizzero
- Gianpietro Zecchin, calciatore italiano

### Variante Giampietro

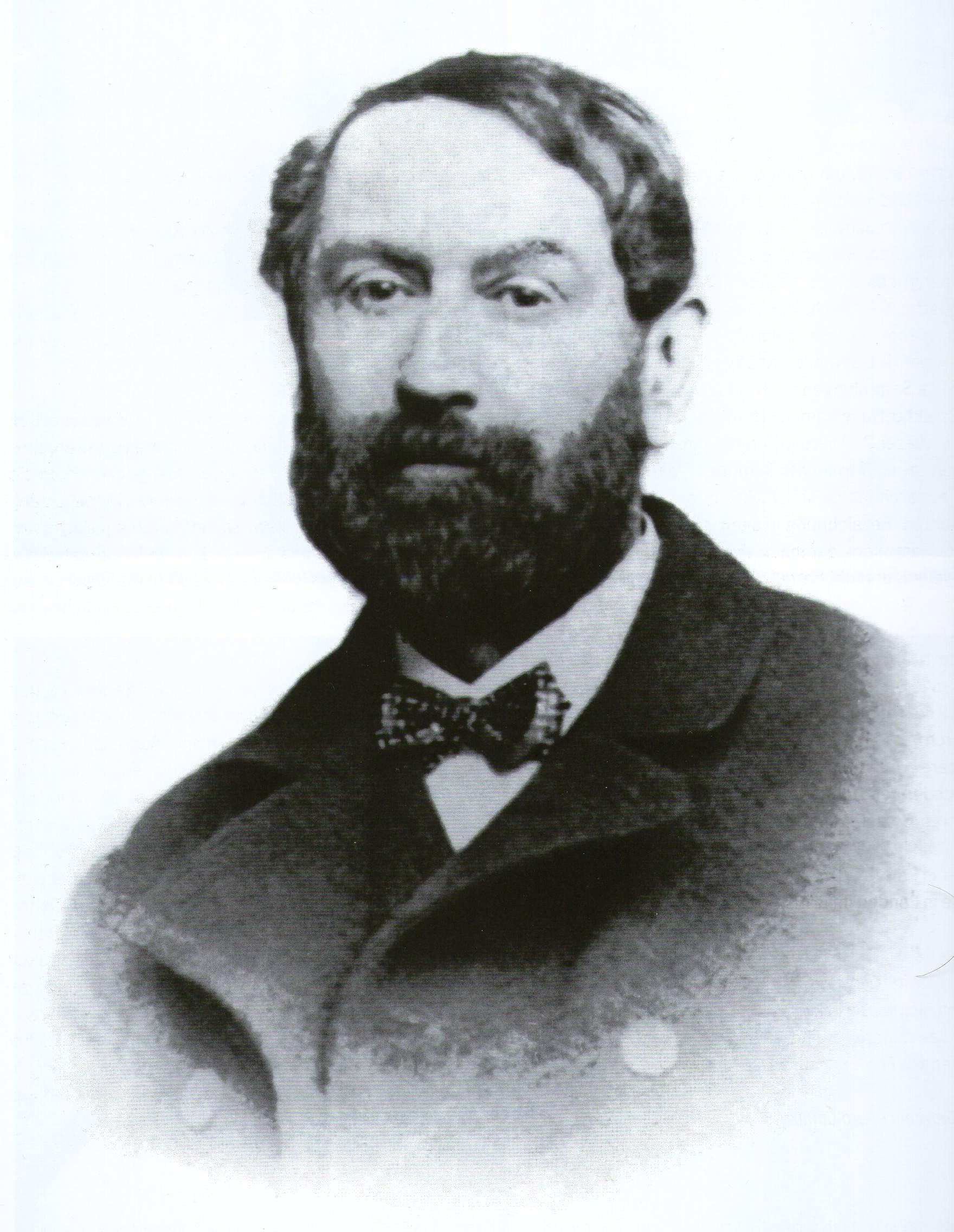
Giampietro Campana

- Giampietro Arrivabene, vescovo cattolico italiano
- Giampietro Campana, marchese di Cavelli
- Giampietro Chironi, docente e politico italiano
- Giampietro Cutrino, conduttore televisivo e video jockey italiano
- Giampietro De Proti, politico italiano
- Giampietro Dore, giornalista italiano
- Giampietro Gonzaga, nobile italiano
- Giampietro Perrulli, calciatore italiano
- Giampietro Silvio, pittore italiano
- Giampietro Spagnolo, calciatore italiano
- Giampietro Stocco, giornalista e scrittore italiano

### Variante Gian Pietro
- Gian Pietro Calasso, regista, sceneggiatore e fotografo italiano naturalizzato statunitense
- Gian Pietro Cossu, carabiniere italiano
- Gian Pietro Dal Moro, politico italiano
- Gian Pietro Felisatti, cantautore e compositore italiano
- Gian Pietro Lucini, poeta e scrittore italiano
- Gian Pietro Martinelli, calciatore italiano
- Gian Pietro Porro, esploratore italiano
- Gian Pietro Porro, politico italiano
- Gian Pietro Tagliaferri, calciatore e allenatore di calcio italiano

### Variante Jean-Pierre

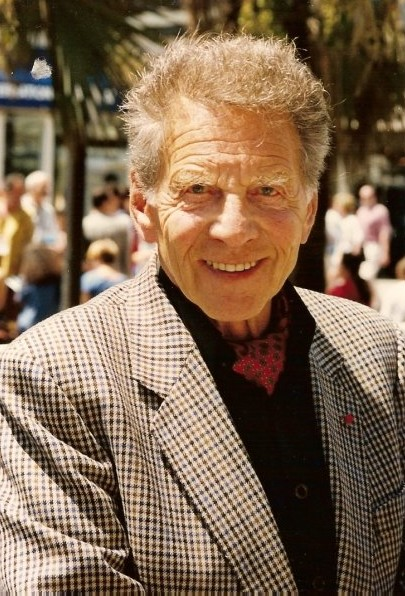
Jean-Pierre Aumont

- Jean-Pierre Aumont, attore francese
- Jean-Pierre Bachasson, politico francese
- Jean-Pierre Blanchard, pioniere dell'aviazione e inventore francese
- Jean-Pierre Dantan, scultore francese
- Jean-Pierre de Beaulieu, generale austriaco
- Jean-Pierre Jeunet, regista e sceneggiatore francese
- Jean-Pierre Luminet, astrofisico, scrittore, poeta e conferenziere francese
- Jean-Pierre Monseré, ciclista su strada e pistard belga
- Jean-Pierre Petit, scienziato francese
- Jean-Pierre Raffarin, politico francese
- Jean-Pierre Thiollet, scrittore francese
- Jean-Pierre Vernant, storico, storico delle religioni e antropologo francese

## Il nome nelle arti
- Jean Pierre Polnareff è un personaggio della serie manga Le bizzarre avventure di JoJo.